# Wdowa Couderc (film)
Wdowa Couderc (fr. La veuve Couderc) – francusko-włoski dramat filmowy z 1971 roku w reżyserii Pierre'a Granier-Deferre'a. Adaptacja powieści Georgesa Simenona pod tym samym tytułem. 

## Fabuła
Francja roku 1934. Zbiegły z więzienia Jean Lavigne trafia na farmę wdowy Couderc. Rzetelną pracą i znajomością realiów życia oraz gospodarzenia na wsi bardzo szybko zyskuje sobie jej przychylność. Równie szybko staje się jej kochankiem. Jego osoba wzbudza jednak zawiść jej brata i szwagierki, z którymi wdowa pozostaje w wieloletnim konflikcie. Ich intryga i donos do lokalnego posterunku policji powoduje nalot miejscowej żandarmerii na farmę Couderc i w rezultacie strzelaniny śmierć Jeana i wdowy. 

## Obsada
- Simone Signoret – wdowa Couderc
- Alain Delon – Jean Lavigne
- Ottavia Piccolo – Félicie
- Jean Tissier – Henri Couderc
- Monique Chaumette – Françoise
- Boby Lapointe – Désiré
- Pierre Collet – komisarz Mallet
- François Valorbe – pułkownik de Mortemont
- Jean-Pierre Castaldi – inspektor
- Robert Favart – prefekt
- André Rouyer – żandarm

i in.

## O filmie

### Odbiór
Film spotkał się z życzliwym przyjęciem zarówno publiczności jak i krytyków. W samej Francji w pierwszym tygodniu dystrybucji obejrzało go dwa miliony widzów.
Krytycy uznali film za wielki sukces Granier-Deferre'a. Zarówno w Europie, jak i za oceanem chwalili aktorstwo Simone Signoret, zachwycali się piękną Ottavią Piccolo, o wiele bardziej sceptyczni pozostawali wobec kreacji Delona. 

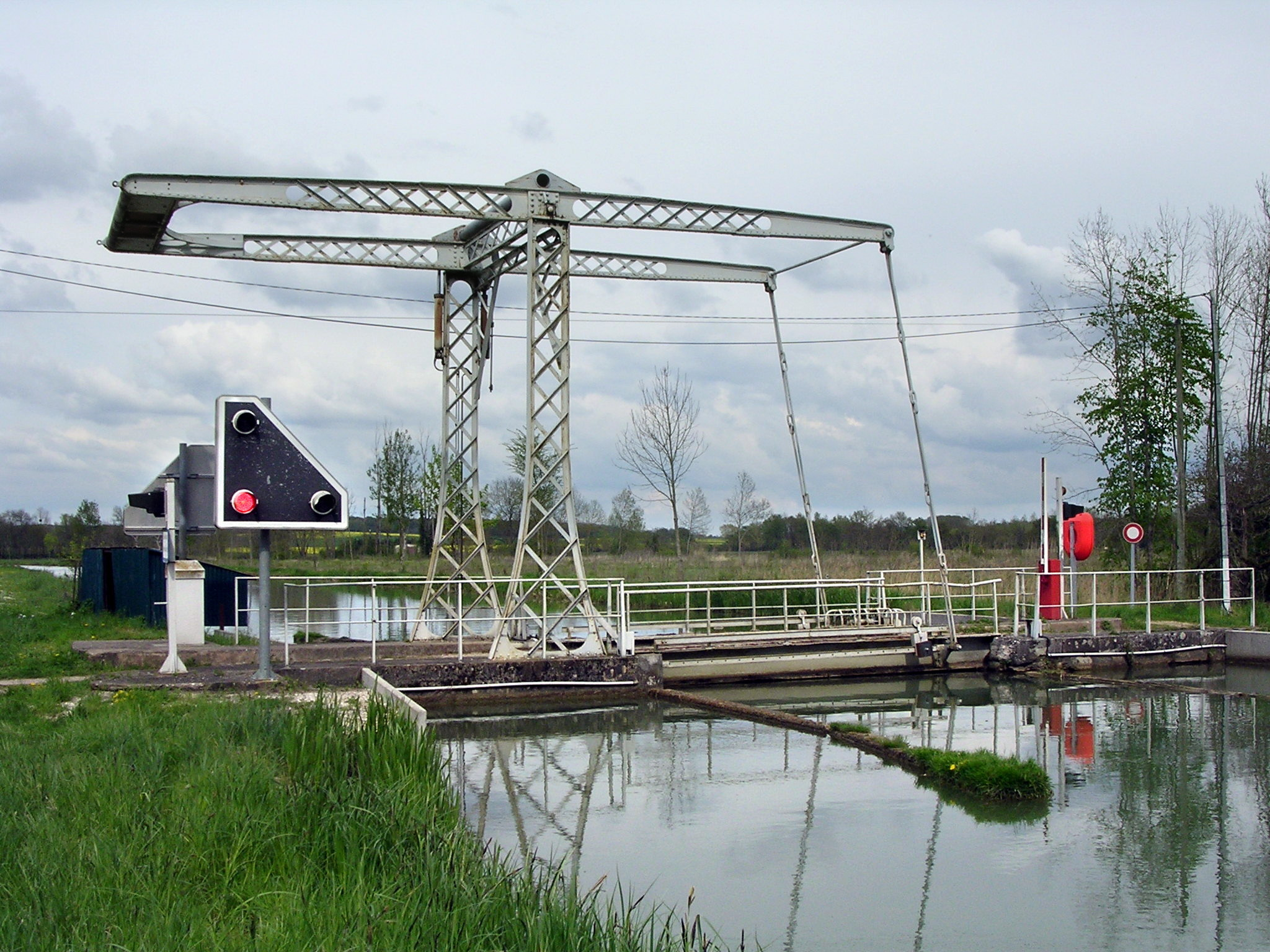
Most zwodzony na kanale Marna-Saona w Cheuge – jeden z plenerów filmu

### Plenery
Zdjęcia do filmu miały miejsce pomiędzy majem a lipcem 1971 roku w zachodniej Francji (Burgundia-Franche-Comté) – w Cheuge (departament Côte-d’Or), Gray (departament Górna Saona) i w Dole (departament Jura).  